# 普芬茨塔尔
普芬茨塔尔（德語：Pfinztal）是德国巴登-符腾堡州的一个市镇。总面积31.05平方公里，总人口17804人，其中男性8690人，女性9114人（2011年12月31日），人口密度573人/平方公里。